# Philipp Vandenberg
Philipp Vandenberg (* 20. September 1941 in Breslau; eigentlich Klaus Dieter Hartel) ist ein deutscher Autor von Sachbüchern über archäologische Themen sowie von historischen und Kriminalromanen.

## Leben
Hartel verbrachte nach dem Zweiten Weltkrieg seine Kindheit bei einer Pflegemutter und im Waisenhaus in Altötting/Oberbayern. Er besuchte das Kurfürst-Maximilian-Gymnasium in Burghausen an der Salzach. In diesem altsprachlichen Gymnasium wurden die Grundlagen für die spätere Schriftstellerlaufbahn und das ausgeprägte historische Interesse von Philipp Vandenberg gelegt. Das Abitur legte er 1963 ab und studierte anschließend Kunstgeschichte und Germanistik an der Universität München. 1965 machte er ein Zeitungsvolontariat bei der Passauer Neuen Presse, die ihn 1967 zum Redaktionsleiter des Burghauser Anzeigers machte. 1968 arbeitete er für mehrere Monate als Nachrichtenredakteur bei der Münchner Abendzeitung. Von 1968 bis 1973 war er in München für die Illustrierte Quick tätig und von 1974 bis 1976 als Literaturredakteur für das Magazin Playboy. Seitdem ist er freier Schriftsteller unter dem Künstlernamen Philipp Vandenberg.
Philipp Vandenbergs Karriere als Sachbuchautor begann 1973. Er nahm seinen Jahresurlaub und recherchierte in Ägypten über den „Fluch des Pharao“. Über den rätselhaften Tod von 30 Archäologen veröffentlichte er 1973 das Buch Der Fluch der Pharaonen, das zum Weltbestseller wurde und Vandenbergs neue Karriere als einem der erfolgreichsten Sachbuchautoren Deutschlands begründete. Auf die Bestsellerlisten platzierten sich auch Vandenbergs historische Sachbücher: Nofretete (1975) und der Bildband: Nofretete, Echnaton und ihre Zeit (1976). Es folgte 1977 der ebenso erfolgreiche Band Ramses, der eine Biographie des großen ägyptischen Pharao aus der Sicht der Altertumsforscher bietet.
In den 1980er Jahren festigten Bücher wie Nero. Kaiser und Gott, Künstler und Narr (1981) und Cäsar und Kleopatra (1986) Vandenbergs Ruhm als Autor historischer Sachbücher, zu denen jetzt auch historische Romane traten. Sein Roman Der Pompeianer (1986) war von einer Reise nach Pompeji zu den „Gipsleichen“ der Stabianerthermen inspiriert worden. Seine größten Erfolge erntete Vandenberg auf diesem Gebiet mit den Titeln Sixtinische Verschwörung (1988) und Das Fünfte Evangelium (1993).
Allen seinen Büchern gingen stets Recherchen vor Ort voraus. So zeichnen seine Bücher trotz ihrer fiktiven Handlungen genaue historische und geographische Details der jeweiligen Schauplätze aus, seien es die Pyramiden in Ägypten, die innersten Räume des Vatikans oder die Kenntnis über eine mittelalterliche Dombauhütte wie in seinem Roman Das vergessene Pergament (2006). Vandenberg wandelte sich so vom Sachbuchautor zum Romanautor.
Vandenberg hat rund 31 Bücher geschrieben, die alle Bestseller wurden. Ihre Auflage wurde 2013 mit 25 Millionen angegeben. In über 30 Sprachen wurden seine Bücher übersetzt.
Seiner oberbayrischen Heimat ist Philipp Vandenberg bis heute treu geblieben. Von seiner ersten Ehefrau ließ er sich scheiden. Mit seiner zweiten Frau Evelyn geborene Aschenwald, die er 1994 heiratete und die seine Managerin wurde, lebt er abwechselnd im oberbayrischen Dorf Baiernrain/Gemeinde Dietramszell und seit 12 Jahren in seinem Zweitwohnsitz im sogenannten „Schergenturm“ von Europas längster Burganlage in Burghausen, die aus dem 15. Jahrhundert stammt. Hier wurde er zu seinem ersten Mittelalterroman Der Fluch des Kopernikus inspiriert.
Aus erster Ehe ging sein Sohn Sascha (* 1965) hervor. Philipp Vandenbergs Hobby ist das Sammeln von Oldtimern und Phonographen.
2010 wurde sein Roman Die Akte Golgatha unter dem gleichnamigen Titel verfilmt.

## Werke (Auswahl)

### Sachbücher
- Der Fluch der Pharaonen. Scherz, Bern, München 1973; Taschenbuch: Bergisch Gladbach, Bastei Lübbe 2003, ISBN 3-404-00426-4.
- Nofretete, Echnaton und ihre Zeit. Scherz, Bern, München 1976, als Taschenbuch 1994 bei Bastei Lübbe, Bergisch Gladbach erschienen.
- Ramses der Große. Scherz, Bern, München 1977, Taschenbuch Bastei Lübbe 2002.
- Auf den Spuren unserer Vergangenheit. 1977.
- Der vergessene Pharao. Bertelsmann, München 1978; Taschenbuch: Bergisch Gladbach, Bastei Lübbe 2002.
- Das Geheimnis der Orakel. Bertelsmann, München 1979, Taschenbuch Bastei Lübbe, Bergisch Gladbach 2000.
- Nero. Kaiser und Gott, Künstler und Narr. Bertelsmann, München 1981, Taschenbuch Bastei Lübbe 2000.
- Das versunkene Hellas. 1984, Taschenbuch Bastei Lübbe 1987.
- Cäsar und Kleopatra. 1986, Taschenbuch Bastei Lübbe 2000.
- Die heimlichen Herrscher. 1991, Taschenbuch Bastei Lübbe 1999.
- Das Tal. Auf den Spuren der Pharaonen. 1992. Auch unter dem Titel Das Tal der Pharaonen erschienen.
- Der Schatz des Priamos. Wie Heinrich Schliemann sein Troja erfand. 1995. Taschenbuch in der Reihe Bastei Lübbe 1999. ISBN 3-404-61423-2.

### Historische Romane
- Der Gladiator. Heyne, München 1982.
- Die Hetäre. Heyne, München 1984. Auch unter dem Titel Tochter der Aphrodite. Bergisch Gladbach, Lübbe 2003 erschienen.
- Die Pharaonin. Heyne, München 1984.
- Der Pompejaner. Bergisch Gladbach, Lübbe 1986.
- Klatscht Beifall, wenn das Stück gut war. Bertelsmann, München 1988. Auch unter dem Titel Augustus – Die geheimen Tagebücher bei Bastei Lübbe, 2002 als Taschenbuch erschienen.
- Der König von Luxor. Bergisch Gladbach, Lübbe 2001.
- Das vergessene Pergament. Lübbe 2006.
- Die Frau des Seiltänzers. Lübbe 2011.

### Kriminalromane
- Der Pompejaner. Lübbe, Bergisch Gladbach 1986.
- Sixtinische Verschwörung. Lübbe 1988.
- Das Pharao-Komplott. Lübbe 1990.
- Das fünfte Evangelium. Lübbe, Bergisch Gladbach 1993, ISBN 3-40412276-3.
- Der grüne Skarabäus. Lübbe 1994.
- Der Fluch des Kopernikus. Lübbe 1996, als Taschenbuch Bastei Lübbe 2003.
- Der Spiegelmacher. Lübbe, Bergisch Gladbach 1998.
- Purpurschatten. Lübbe, Bergisch Gladbach 1999, als Taschenbuch Bastei Lübbe 2002.
- Die Akte Golgatha. Lübbe 2003.
- Das vergessene Pergament. Lübbe, Bergisch Gladbach 2006.
- Die 8.Sünde. Lübbe, Bergisch Gladbach 2008.

## Hörbücher
- Sixtinische Verschwörung (2004)
- Das vergessene Pergament (2006)
- Das fünfte Evangelium  (10/2007)
- Die 8. Sünde  (04/2008)
- Akte Golgatha (06/2008)
- Purpurschatten (9/2009)
- Der König von Luxor (2010)
- Die Frau des Seiltänzers (2011)